# Kaliumtetrachloridoplatinat
Kaliumtetrachloridoplatinat(II) ist eine chemische Verbindung aus der Gruppe der Tetrachloridoplatinate.

## Gewinnung und Darstellung
Kaliumtetrachloridoplatinat kann durch Reaktion von Kaliumhexachloroplatinat(IV) mit Hydrazinsalzen wie Hydrazindihydrochlorid gewonnen werden.
{\displaystyle \mathrm {2\ K_{2}[PtCl_{6}]+N_{2}H_{6}Cl_{2}\longrightarrow 2\ K_{2}[PtCl_{4}]+6\ HCl+N_{2}\uparrow } }

## Eigenschaften

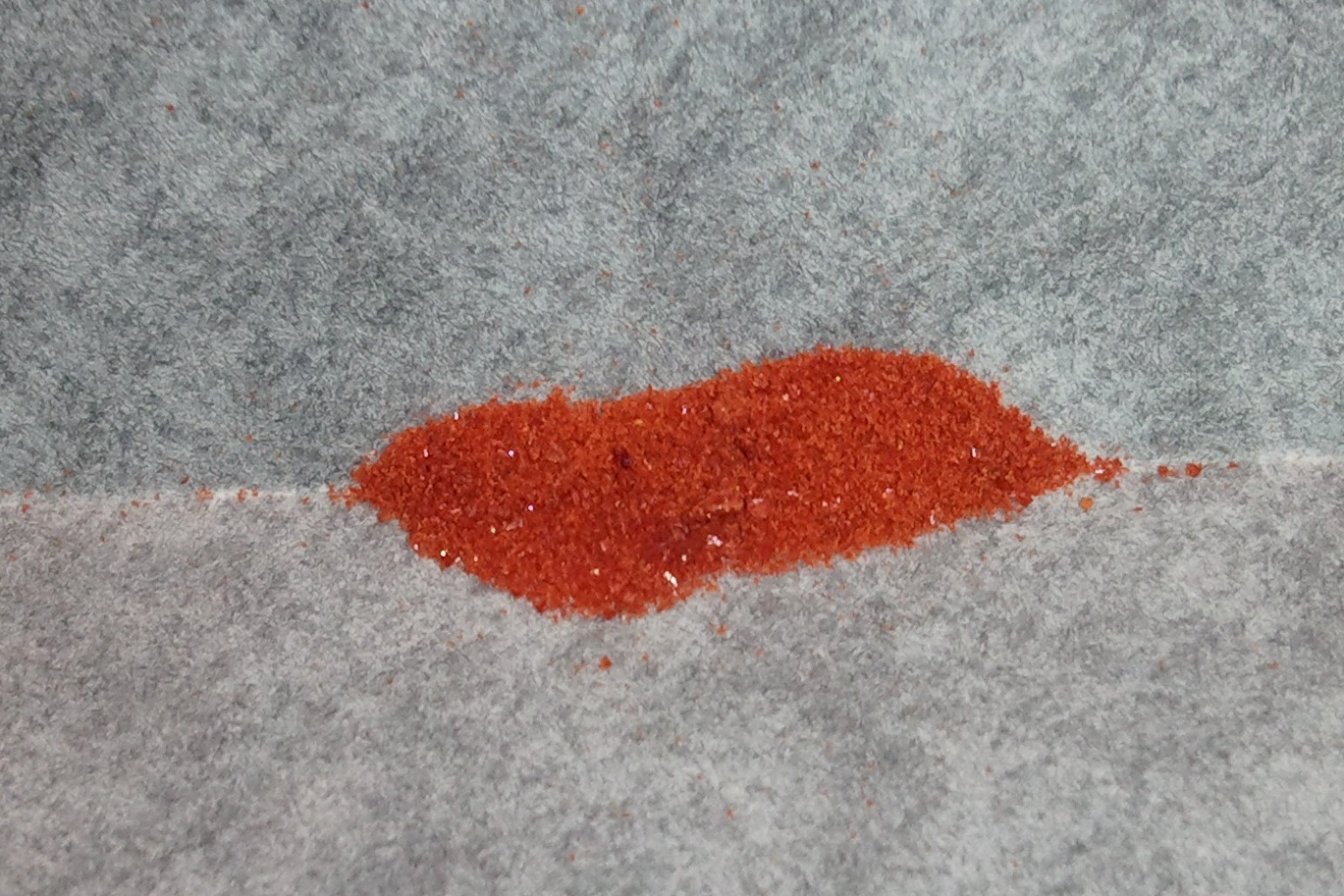
Kaliumtetrachloridoplatinat

Kaliumtetrachloridoplatinat ist ein roter geruchloser Feststoff, der wenig löslich in Wasser ist. Er besitzt eine tetragonale Kristallstruktur mit der Raumgruppe P4/mmm (Raumgruppen-Nr. 123) und den Gitterparametern a = 699 pm und c = 413 pm. Mit Ammoniak-Lösung bilden sich die Amminkomplexe, [Pt(NH3)4][PtCl4] und [Pt(NH3)4]Cl2.

## Verwendung
Kaliumtetrachloridoplatinat wird zur Herstellung von Metall-Bis(dithiolaten) verwendet, die zum Beispiel in der Lasertechnik und der Optik verwendet wird. Es dient auch der Herstellung von kolloidalen Platin-Nanopartikeln für die Katalyse und Photokatalysatoren.
Diese Verbindung fand in der Fotografie im Verfahren der Platinotypie Verwendung. Eine historische Bezeichnung war Kaliumplatinchlorür.